# Jerzy Targalski (1952–2021)
Jerzy Włodzimierz Targalski, ps. „Józef Darski” (ur. 28 lipca 1952 w Łodzi, zm. 19 września 2021 w Warszawie) – polski historyk, doktor nauk humanistycznych, politolog, orientalista, działacz opozycyjny w okresie PRL, publicysta, były członek zarządu Polskiego Radia.

## Życiorys
Jego ojcem był historyk Jerzy Targalski, m.in. członek redakcji kwartalnika „Z Pola Walki”.
W 1976 ukończył studia na Wydziale Historycznym Uniwersytetu Warszawskiego (UW), a rok później studia w zakresie filologii starożytnego wschodu w Instytucie Orientalistycznym UW. W latach 1976–1979 był studentem studium doktoranckiego w Instytucie Historycznym UW, a w okresie 1980–1981 pracownikiem naukowym IH UW. W 2007 uzyskał stopień doktora nauk humanistycznych na Akademii Humanistycznej w Pułtusku na podstawie napisanej pod kierunkiem Pawła Wieczorkiewicza pracy pt. Mechanizmy demontażu komunizmu w Jugosławii na przykładzie Słowenii i Serbii (1986–1991).

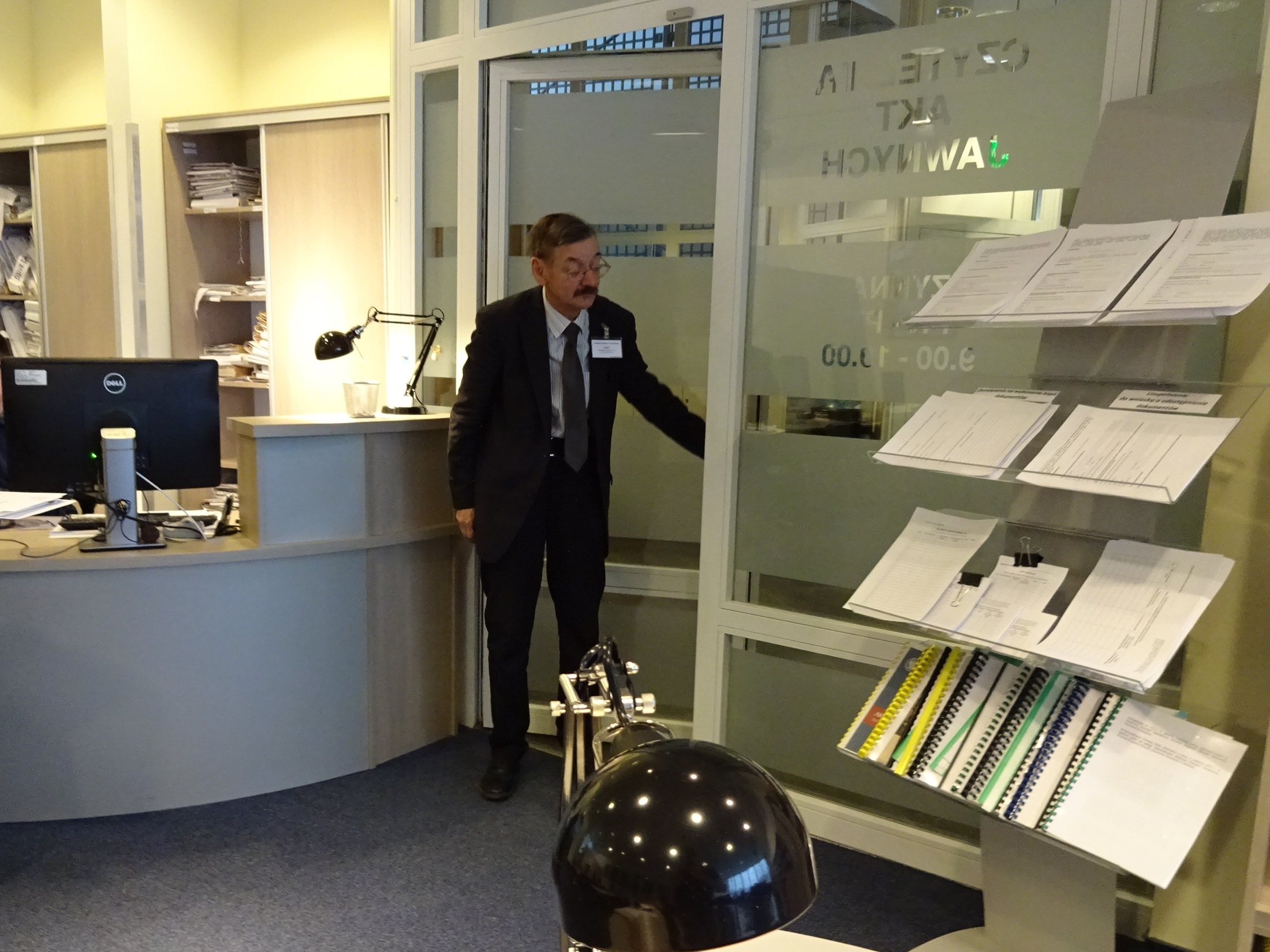
W czytelni IPN (2017)

Od 1968 do 1976 w Związku Młodzieży Socjalistycznej (ZMS) i Socjalistycznym Związku Studentów Polskich (SZSP). W latach 1974–1979 należał do PZPR.
Współpracownik Komitetu Obrony Robotników od powstania organizacji we wrześniu 1976. Następnie współpracował z Komitetem Samoobrony Społecznej „KOR”. Uczestniczył w zbiórce pieniędzy dla osób represjonowanych, był kolporterem niezależnych pism: „Komunikatu” KOR/KSS „KOR”, „Biuletynu Informacyjnego” KOR/KSS „KOR” i „Głosu”. Został wówczas zwolniony z pracy na UW. W latach 1979–1980 był współpracownikiem „Głosu”, gdzie od 1980 prowadził dział „Kronika wschodnia”, a następnie (1980–1981) był szefem redakcji wschodniej w Wydawnictwie „Krąg”. Przywrócony do pracy, został w 1980 członkiem NSZZ „Solidarność” na Wydziale Historycznym UW.
W 1981 był założycielem i do 1983 redaktorem podziemnego dwumiesięcznika „Obóz”.
Po wprowadzeniu stanu wojennego ukrywał się i do 1983 działał w podziemiu. W styczniu 1982 był twórcą podziemnego pisma „Fakty”, które redagował do maja 1982. Był współtwórcą podziemnego czasopisma „Niepodległość” i do 1984 jego szefem i redaktorem (pod pseudonimem Józef Darski), a także publicystą. W latach 1982–1984 był członkiem Komitetu Wykonawczego podziemnej organizacji Liberalno-Demokratyczna Partia „Niepodległość”, utworzonej jesienią 1984, już po wyjeździe Jerzego Targalskiego z Polski.
Od marca 1984 do 1997 przebywał na emigracji we Francji. Był współpracownikiem najważniejszych emigracyjnych czasopism, „Kontaktu”, gdzie w latach 1984–1987 prowadził dział „Z obozu” (zajmując się tematyką państw podporządkowanych Związkowi Sowieckiemu), i paryskiej „Kultury” (dla której pisał kronikę ukraińską, białoruską i litewską). Był także, w latach 1987–1988, współpracownikiem Rozgłośni Polskiej Radia Wolna Europa, dla której pisał audycje „U naszych sąsiadów”. Został stamtąd zwolniony za to, że w „Kulturze” opublikował informację o strajkach w Polsce z zaznaczeniem fragmentów, które przed emisją jego audycji ocenzurował ówczesny szef rozgłośni Marek Łatyński. W 1986 był pomysłodawcą, a następnie korespondentem zagranicznym wydawanego w Polsce czasopisma podziemnego „Orientacja na Prawo”.
Był także współpracownikiem kwartalnika politycznego „Uncaptive Minds”. W 1989, w okresie zainteresowania na Zachodzie Europą Środkowo-Wschodnią, zajmował się tłumaczeniami, m.in. dla opiniotwórczego włoskiego dziennika „La Stampa”.
Od 20 kwietnia 1978 do 15 czerwca 1989, był inwigilowany przez SB, najpierw był to Kwestionariusz Ewidencyjny pod kryptonimem „Jurek”; później – Sprawy Operacyjnego Rozpracowania pod kryptonimami: kolejno, „Zecer”, „Targ”, „Głos” i „Antyk”.
W 2020 odznaczony został Krzyżem Wolności i Solidarności. W grudniu 2020 odznaczony został przez prezydenta Andrzeja Dudę Krzyżem Komandorskim Orderu Odrodzenia Polski.
Posiadał kilka kotów, których był wielkim miłośnikiem. Ich liczne zdjęcia umieszczał na swojej stronie internetowej.

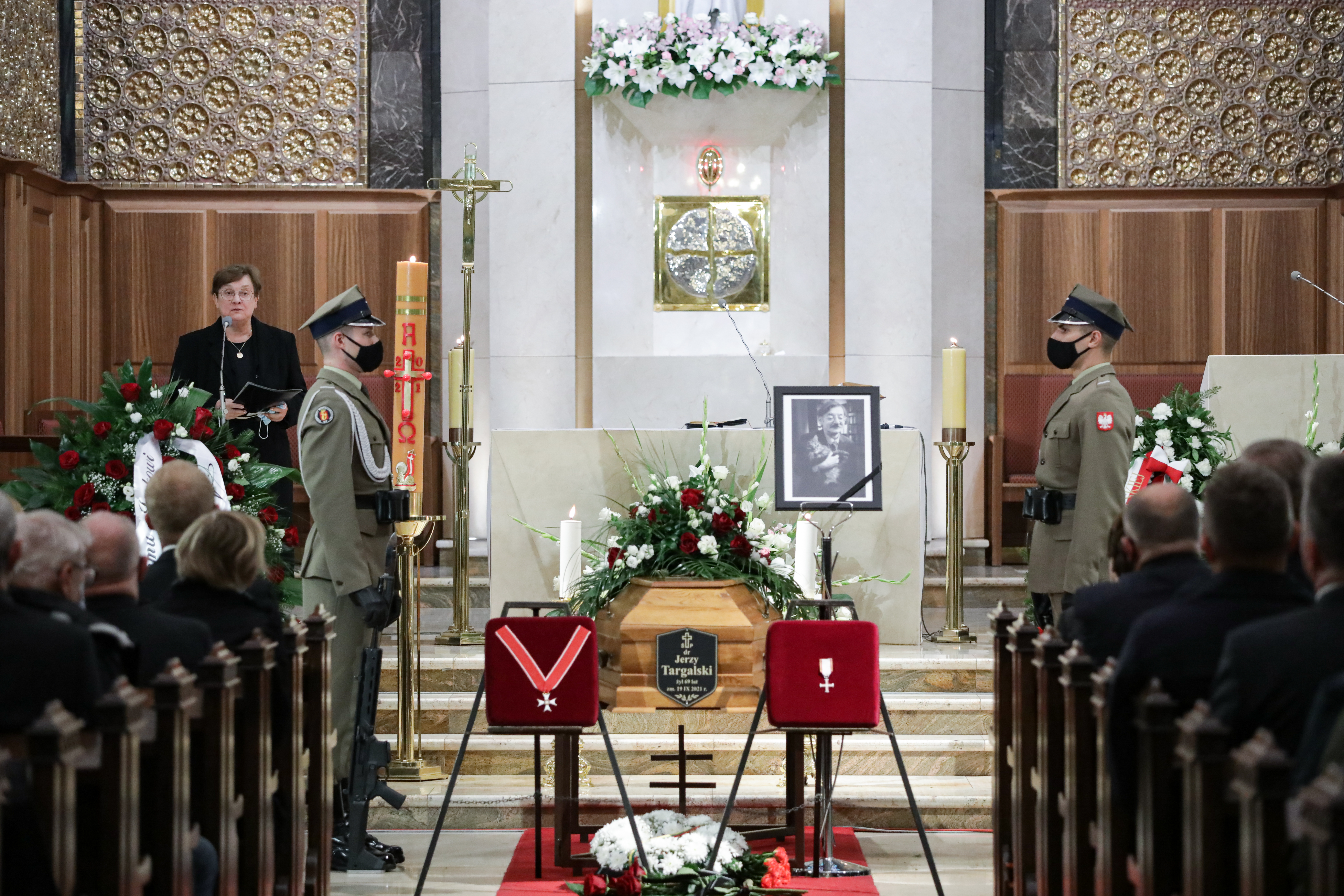
Pogrzeb Jerzego Targalskiego

Zmarł 19 września 2021 po długiej chorobie. Został pochowany na warszawskim Cmentarzu Wojskowym na Powązkach.

### Działalność organizacyjna
W listopadzie 1997 powrócił z emigracji. W latach 1998–2000 był dyrektorem i redaktorem naczelnym PAI-Pressu, a w okresie 2000–2001 dyrektorem PAI-Internet, skąd został zwolniony w kwietniu 2001. Od 2001 był wykładowcą Studium Europy Wschodniej Uniwersytetu Warszawskiego. W latach 2004–2006 był właścicielem portalu internetowego. 15 lipca 2006 wybrany został do Zarządu Polskiego Radia SA, był wiceprezesem Polskiego Radia. 10 stycznia 2009 został odwołany ze stanowiska.
Na początku 2007 w Gazecie Wyborczej ukazały się artykuły, w których zarzucono Targalskiemu zwalnianie i obrażanie dziennikarzy Polskiego Radia, którzy nie zlustrowali się w IPN, względnie nie zgadzali się z poglądami kierownictwa. Targalski tym informacjom zaprzeczył i wniósł kilka pozwów cywilnych przeciwko dziennikarzom Gazety Wyborczej oraz Monice Olejnik (dwa pozwy zostały oddalone). Rada Nadzorcza Polskiego Radia zawiesiła na krótko Targalskiego, ale po wewnętrznym śledztwie przywróciła mu prawa członka zarządu. Również Państwowa Inspekcja Pracy nie stwierdziła, by Targalski złamał prawo.
Rok później Targalski wygrał proces o ochronę dóbr osobistych z dziennikarzem Gazety Wyborczej Mikołajem Lizutem, który zarzucał mu m.in. donoszenie do Kongresu USA na Jana Nowaka-Jeziorańskiego. W 2010 Sąd Apelacyjny w Warszawie uznał, że dziennikarka Maria Szabłowska nie musi przepraszać Targalskiego za przypisanie mu obraźliwych wypowiedzi, m.in. o „starych kobietach” i „złogach gomułkowsko-gierkowskich” w Polskim Radiu, zarzuty bowiem się potwierdziły.

### Działalność naukowa i publicystyczna

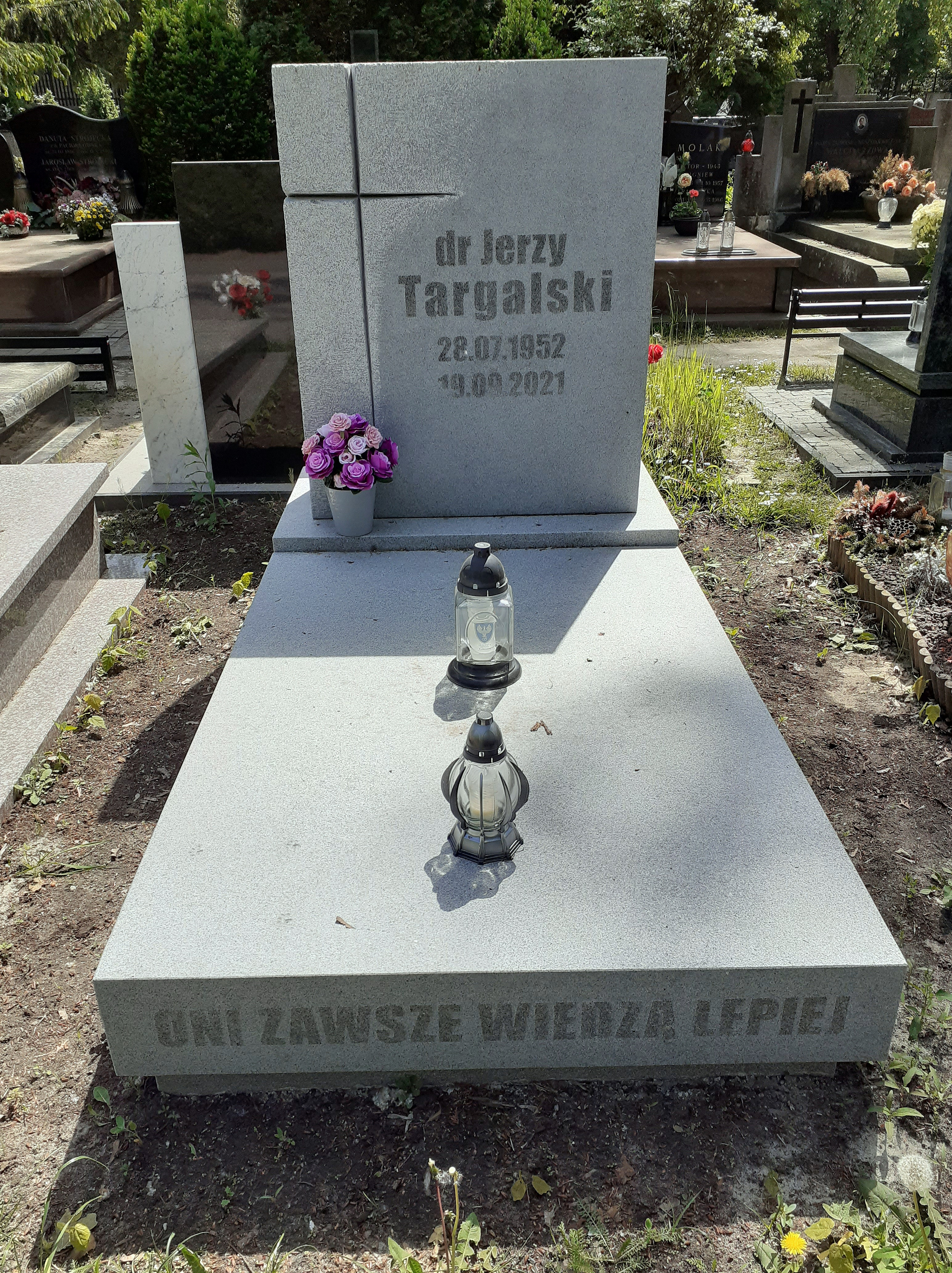
Grób Jerzego Targalskiego na Cmentarzu Wojskowym na Powązkach

Zajmował się naukowo problematyką przemian ustrojowych w Europie Środkowej i Wschodniej na przełomie lat osiemdziesiątych i dziewięćdziesiątych, a zwłaszcza rolą, jaką w tych przemianach odegrały służby specjalne. W swoich wypowiedziach publicznych wielokrotnie zwracał uwagę na zagrożenia wynikające ze zbyt dużej roli funkcjonariuszy Służby Bezpieczeństwa oraz Wojskowych Służb Informacyjnych i jej tajnych współpracowników w życiu politycznym i gospodarczym Polski po 1989. Był zwolennikiem lustracji i dekomunizacji.
Współpracował z „Gazetą Polską” i prowadził ćwiczenia w Studium Europy Wschodniej Uniwersytetu Warszawskiego. Był współtwórcą portalu internetowego ABCnet i Fundacji Orientacja. W publicystyce posługiwał się pseudonimem Józef Darski.
Wraz ze współautorami książki Resortowe dzieci. Służby otrzymał ex aequo Główną Nagrodę Wolności Słowa za rok 2015, przyznaną przez Stowarzyszenie Dziennikarzy Polskich. Książka ta przedstawiała wizję III RP jako spisku komunistycznych elit wraz z pseudoopozycją o komunistycznych i przeważnie żydowskich korzeniach. Publikacja była krytykowana przez środowisko opozycji demokratycznej za stosowanie manipulacji i fałszywych oskarżeń, także podszytych antysemityzmem. Niektórzy zniesławieni w książce dziennikarze wytoczyli pozwy przeciwko wydawnictwu Fronda. W 2014 dziennikarz „Polityki” Jacek Żakowski wygrał proces cywilny z wydawcą książki. Zgodnie z wyrokiem wydawnictwo Fronda miało go przeprosić w mediach i zapłacić 50 tys. zł zadośćuczynienia za przypisanie mu powiązań ze służbami specjalnymi PRL. W tym samym roku sąd nakazał wydawnictwu opublikowanie przeprosin wobec Moniki Olejnik za opublikowanie nieprawdziwych informacji na jej temat w książce.
Od 2014 na antenie Telewizji Republika emitowane były jego autorskie felietony dotyczące spraw międzynarodowych w cotygodniowym programie Geopolityczny tygiel.

## Publikacje
- Formowanie się miast-państw w południowej Mezopotamii, „Przegląd Historyczny” (71), s. 295–325, Warszawa 1980
- Niepodległość, miesięcznik polityczny Warszawa-Kraków: wybór z pierwszych 28 numerów: Zmierzch komunizmu, Wybić się na niepodległość, Europa przyszłości, W wolnej Polsce (opracowanie i wstęp), London: Polonia, 1985. ISBN 0-902352-52-0.
- Widmo komunizmu: o wojnie w Afganistanie, Warszawa: „Baza”, 1985; wyd. 2 Warszawa: „Maraton”, 1985
- Robert Flacelière: Życie codzienne w Grecji za czasów Peryklesa (przekład z Zofią Bobowicz) Warszawa: Państw. Instytut Wydawniczy, 1985. ISBN 83-06-00999-1.
- O dezinformacji, Wydawnictwo O.N-a, Opole 1990
- Tajni współpracownicy policji politycznej w państwach postkomunistycznych, Instytut Polityczny, Warszawa 1992
- Ukraina. Historia, współczesność, konflikty narodowe, Instytut Polityczny, Warszawa 1993
- Białoruś. Historia, współczesność, konflikty narodowe, Instytut Polityczny, Warszawa 1993
- Rumunia. Historia, współczesność, konflikty narodowe, Instytut Polityczny, Warszawa 1993
- Estonia. Historia, współczesność, konflikty narodowe, Instytut Polityczny, Warszawa 1995
- Kres jugokomunizmu. Mechanizmy demontażu komunizmu w Jugosławii na przykładzie Słowenii i Serbii (1986–1991), Poznań 2011
- Resortowe dzieci. Media, Fronda, Warszawa 2013, ISBN 978-83-64095-09-2, współautorzy: Dorota Kania, Maciej Marosz[26]
- Resortowe dzieci. Służby, Fronda, Warszawa 2015, ISBN 978-83-64095-71-9, współautorzy: Dorota Kania, Maciej Marosz[27]
- Resortowe dzieci. Politycy, Fronda, Warszawa 2016, ISBN 978-83-80790-99-5, współautorzy: Dorota Kania, Maciej Marosz[28]
- Resortowe dzieci. Biznes, Fronda, Warszawa 2019, ISBN 978-83-80794-26-9, współautorzy: Dorota Kania, Maciej Marosz[29]
- Służby specjalne i pieriestrojka. Rola służb specjalnych i ich agentur w pieriestrojce i demontażu komunizmu w Europie sowieckiej. t. 1–5, Warszawa 2017, Wydawnictwo ANTYK Marcin Dybowski, ISBN 978-83-945649-0-2.